# Canton de Saint-Jean-de-Monts
Le canton de Saint-Jean-de-Monts est une circonscription électorale française située dans le département de la Vendée et la région des Pays de la Loire.

## Histoire
À partir de communes situées dans les cantons de Challans, Beauvoir et Saint-Gilles-sur-Vie, il est créé par un arrêté du 4 germinal an XIII (25 mars 1805).
Il est maintenu par l'article 17 du décret no 2014-169 du 17 février 2014 dans le cadre du redécoupage de la carte cantonale française. Ses limites sont modifiées et il se compose maintenant de communes situées dans les anciens cantons de Beauvoir-sur-Mer, de Saint-Jean-de-Monts et de Noirmoutier-en-l’Île.

## Représentation

### Conseillers d'arrondissement
| Période                                  | Période           | Identité             | Étiquette   | Qualité |
| ---------------------------------------- | ----------------- | -------------------- | ----------- | --- |
| 1833                                     | 1836              | M. Lenoir            |             | Négociant à Saint-Jean-de-Monts                                                                             |
| 1836                                     | 1848              | M. Chaillou          |             | Propriétaire à Saint-Jean-de-Monts                                                                          |
|                                          |                   |                      |             | |
| av.1865                                  |                   | M. Dupleix           |             | Juge de paix                                                                                                |
|                                          |                   |                      |             | |
| 1910                                     | 1911 (annulation) | Maximin Raballand    |             | Maire du Perrier                                                                                            |
| 1911                                     | ap.1919           | Maximin Raballand    | Libéral     | Maire du Perrier                                                                                            |
|                                          |                   |                      |             | |
| 19..                                     | 1931              | François Babu        | Libéral     | Propriétaire-éleveur, maire du Perrier                                                                      |
| 1931                                     | 1940              | Jean-Marie Ricolleau | Républicain | Agriculteur à Orouet, conseiller municipal de Saint-Jean-de-Monts                                           |
| 1940                                     |                   |                      |             | Les conseils d'arrondissement ont été suspendus par la loi du 12 octobre 1940 et n'ont jamais été réactivés |
| Les données manquantes sont à compléter. |                   |                      |             | |

### Conseillers généraux
| Période | Période      | Identité                                                 | Étiquette        | Qualité |
| ------- | ------------ | -------------------------------------------------------- | ---------------- | --- |
| 1833    | 1836         | Jacques André Jodet (1772-1837)                          |                  | Propriétaire, maire de Notre-Dame-de-Monts Juge de paix à Saint-Jean-de-Monts |
| 1836    | 1839         | Pierre Ferdinand Michel (1778-?)                         |                  | Président du Tribunal des Sables-d'Olonne |
| 1839    | 1842         | Léon Savin (1788-1850)                                   |                  | Président du Tribunal de Bourbon-Vendée |
| 1842    | 1847         | Emile Frédéric Brossaud (1803-1876)                      |                  | Médecin, maire de Saint-Gervais |
| 1847    | 1848         | Jacques Adolphe Mervau (1812-1874)                       |                  | Propriétaire à Saint-Gilles |
| 1848    | 1853 (décès) | Augustin-Moïse Auvynet (1771-1853)                       | Royaliste Modéré | Ancien Sous-Préfet des Sables-d'Olonne Propriétaire du château de Pierre-Levée à Olonne, ancien député (1815-1816), ancien maire de Montaigu Président du Conseil Général (octobre-novembre 1848) |
| 1853    | 1879 (décès) | Charles Mourain de Sourdeval                             | Droite           | Propriétaire, ancien Juge à Tours |
| 1880    | 1910         | Marquis Olivier Marie Liguori Boux de Casson (1839-1921) | Conservateur     | Propriétaire - Maire de Challans |
| 1910    | 1919         | Pierre Naulleau                                          | Républicain      | Propriétaire à Soullans |
| 1919    | 1922         | Ernest Guérin                                            | Conservateur     | Docteur en médecine Maire de Saint-Jean-de-Monts (1908-1947) |
| 1922    | 1928         | Pierre Morineau                                          | RG               | Commerçant à Saint-Jean-de-Monts |
| 1928    | 1940         | Théodule Chartier                                        | Conservateur     | Négociant en vins Adjoint au Maire de Saint-Jean-de-Monts Nommé conseiller départemental en 1943                                                                                                  |
|         |              |                                                          |                  | |
| 1945    | 1958         | Théodule Chartier                                        | DVD              | Maire de Saint-Jean-de-Monts (1947-1959) |
| 1958    | 1970         | Pierre Farcy                                             | MRP puis CD      | Notaire Maire de Saint-Jean-de-Monts (1959-1967) |
| 1970    | 1994         | Jean-Jacques Viguié                                      | UDR puis RPR     | Pharmacien Maire de Saint-Jean-de-Monts (1967-1989) |
| 1994    | 2001         | Jean Crochet                                             | RPR              | Médecin-conseil puis médecin chef à la MSA de Vendée Ancien médecin généraliste Maire de Soullans (1971-2001)                                                                                     |
| 2001    | 2015         | André Ricolleau                                          | DVG              | Pharmacien Maire de Saint-Jean-de-Monts (1989-2020) Président de la communauté de communes Océan-Marais-de-Monts                                                                                  |

### Conseillers départementaux
| Période élective | Période élective | Mandat | Mandat   | Identité       | Nuance | Nuance | Qualité |
| ---------------- | ---------------- | ------ | -------- | -------------- | ------ | ------ | --- |
| 2 avril 2015     | 2021             | 2015   | 2021     | Martine Aury   |        | DVD    | Économe à la thalassothérapie de Saint-Jean-de-Monts Conseillère municipale de Notre-Dame-de-Monts (depuis 2014), membre du LMR |
| 2 avril 2015     | 2021             | 2015   | 2021     | Noël Faucher   |        | LR     | Maire de Noirmoutier-en-l'Île (2008-2020) Président de la communauté de communes de l'Île-de-Noirmoutier (2008-2020)            |
| 2021             | 2028             | 2021   | en cours | Amélie Rivière |        | DVD    | Conseillère municipale (opposition) de Saint-Jean-de-Monts depuis 2020                                                          |
| 2021             | 2028             | 2021   | en cours | Noël Faucher   |        | DVD    | Conseiller sortant, 7e vice-président du conseil départemental                                                                  |

À l'issue du 1er tour des élections départementales de 2015, deux binômes sont en ballotage : Martine Aury et Noël Faucher (Union de la Droite, 30,81 %) et Jackie Camus et Melinda Quentin (FN, 24,96 %). Le taux de participation est de 51,91 % (17 691 votants sur 34 083 inscrits) contre 52,59 % au niveau départemental et 50,17 % au niveau national.
Au second tour, Martine Aury et Noël Faucher (Union de la Droite) sont élus avec 66,87 % des suffrages exprimés et un taux de participation de 50,55 % (10 302 voix pour 17 228 votants et 34 079 inscrits).

## Composition

### Composition avant 2015

Le canton dans le découpage de 1979.

L'ancien canton de Saint-Jean-de-Monts regroupait originellement en 1805 4 communes, puis 5 à partir de 1853 :
- La Barre-de-Monts (à partir de 1853 ; création de la commune à partir de Notre-Dame-de-Monts) ;
- Notre-Dame-de-Monts ;
- Le Perrier ;
- Saint-Jean-de-Monts (chef-lieu) ;
- Soullans.

### Composition depuis 2015

Le canton dans le découpage de 2015.

Le canton comprend désormais quatorze communes entières.
| Nom                                         | Code Insee | Intercommunalité                                   | Superficie (km2) | Population (dernière pop. légale) | Densité (hab./km2) | Modifier                                    |
| ------------------------------------------- | ---------- | -------------------------------------------------- | ---------------- | --------------------------------- | ------------------ | ------------------------------------------- |
| Saint-Jean-de-Monts (bureau centralisateur) | 85234      | CC Océan-Marais-de-Monts                           | 61,72            | 8 809 (2022)                      | 143                | modifier les données · modifier les données |
| Barbâtre                                    | 85011      | CC de l'Île-de-Noirmoutier                         | 12,47            | 1 790 (2022)                      | 144                | modifier les données · modifier les données |
| La Barre-de-Monts                           | 85012      | CC Océan-Marais-de-Monts                           | 27,81            | 2 356 (2022)                      | 85                 | modifier les données · modifier les données |
| Beauvoir-sur-Mer                            | 85018      | CC Challans-Gois-Communauté                        | 35,19            | 3 955 (2022)                      | 112                | modifier les données · modifier les données |
| Bouin                                       | 85029      | CC Challans-Gois-Communauté                        | 51,31            | 2 169 (2022)                      | 42                 | modifier les données · modifier les données |
| L'Épine                                     | 85083      | CC de l'Île-de-Noirmoutier                         | 8,95             | 1 643 (2022)                      | 184                | modifier les données · modifier les données |
| La Guérinière                               | 85106      | CC de l'Île-de-Noirmoutier                         | 7,82             | 1 335 (2022)                      | 171                | modifier les données · modifier les données |
| Noirmoutier-en-l'Île                        | 85163      | CC de l'Île-de-Noirmoutier                         | 19,59            | 4 502 (2022)                      | 230                | modifier les données · modifier les données |
| Notre-Dame-de-Monts                         | 85164      | CC Océan-Marais-de-Monts                           | 20,62            | 2 293 (2022)                      | 111                | modifier les données · modifier les données |
| Notre-Dame-de-Riez                          | 85189      | CA Pays de Saint-Gilles-Croix-de-Vie Agglomération | 14,62            | 2 179 (2022)                      | 149                | modifier les données · modifier les données |
| Le Perrier                                  | 85172      | CC Océan-Marais-de-Monts                           | 33,22            | 2 210 (2022)                      | 67                 | modifier les données · modifier les données |
| Saint-Gervais                               | 85221      | CC Challans-Gois-Communauté                        | 41,90            | 2 752 (2022)                      | 66                 | modifier les données · modifier les données |
| Saint-Urbain                                | 85273      | CC Challans-Gois-Communauté                        | 16,39            | 1 996 (2022)                      | 122                | modifier les données · modifier les données |
| Soullans                                    | 85284      | CC Océan-Marais-de-Monts                           | 41,09            | 4 535 (2022)                      | 110                | modifier les données · modifier les données |
| Canton de Saint-Jean-de-Monts               | 8516       |                                                    | 392,70           | 42 524 (2022)                     | 108                | modifier les données                        |

### Intercommunalités
Le canton de Saint-Jean-de-Monts est à cheval sur quatre communautés de communes :
- Challans-Gois-Communauté (quatre communes) ;
- la communauté de communes de l’Île-de-Noirmoutier dans son intégralité (quatre communes) ;
- la communauté de communes Océan-Marais-de-Monts dans son intégralité (cinq communes) ;
- la communauté de communes du Pays-de-Saint-Gilles-Croix-de-Vie (une commune).

## Jumelage
Chose assez rare : le canton de Saint-Jean-de-Monts a été jumelé à un autre canton : le canton de Lugny en Saône-et-Loire, regroupant les communes du Haut-Mâconnais.

## Démographie

### Démographie avant 2015
| 1962   | 1968   | 1975   | 1982   | 1990   | 1999   | 2006   | 2011   | 2012   |
| ------ | ------ | ------ | ------ | ------ | ------ | ------ | ------ | ------ |
| 10 976 | 11 486 | 12 080 | 12 475 | 13 596 | 15 155 | 17 089 | 18 262 | 18 369 |

### Démographie depuis 2015
En 2022, le canton comptait 42 524 habitants, en évolution de +3,47 % par rapport à 2016 (Vendée : +5,33 %, France hors Mayotte : +2,11 %).
| 2013   | 2018   | 2022   |
| ------ | ------ | ------ |
| 40 380 | 41 287 | 42 524 |